# Otkriće vatre
Otkriće vatre, ili kontrola i upravljanje tim resursom, praljudima je bila prekretnica u sociokulturnoj i sveopštoj evoluciji. Vatra je omogućila kuvanje hrane, grejanje i zaštitu od elementarnih nepogoda. „Pripitomljavanje” vatre takođe je omogućilo proširenje ljudske aktivnosti u mraku i u hladnijim noćnim satima, a pružalo je i zaštitu od predatora i insekata. Pogodnosti koje je vatra unela u prve ljudske grupe, omogućile su nove velike migracije u ekspanziji roda Homo, ovoga puta ka predelima sa hladnijim klimama.
Tvrdnje o najranijim definitivnim dokazima kontrole vatre pripadnika Homo su u rasponu od pre 1,7-0,2 miliona godina. Evidencija za kontrolisanu upotrebu vatre među pripadnicima vrste Homo erectus od pre oko 1,000,000 godina, ima široku naučnu podršku. Kremene oštrice nagorele vatrom od pre oko 300.000 godina su nađene u blizini fosila ranih mada ne u potpunosti modernih pripadnika vrste Homo sapiens u Maroku. Argumentiranu podršku imaju oni koji pretpostavljaju da su prvi korisnici kontrolirane upotrebe vatre bili pripadnici vrste Homo erectus. To temelje na nalazima ostataka pepela, ugljena i nagorelih kostiju u pećini na Zmajevom brdu kod Pekinga, koja je bila njihovo sklonište (provobitno su bili opisani kao Sinanthropus pekinensis i Paleanthropus pekinensis). Budući da ta hipoteza ima širu naučnu podršku, deo paleoantropologa smatra da tragovi kontrolisanog korištenja vatre potiču najranije od pre nekih 400.000 godina, tj. od ere azijskih predstavnika vrste H. erectus.

## Dokazi iz donjeg paleolita
Svi dokazi kontrole vatre u Donjem paleolitu su neizvesni, i u najboljem slučaju imaju ograničenu akademsku podršku. Zapravo definitivni dokazi kontrolisane upotrebe vatre su jedno od obeležja tranzicije iz donjeg do srednjeg paleolita, u periodu od 400.000 do 200.000 p.n.e.
Istočnoafrička nalazišta fosilnih pripadnika roda Homo, kao što su Česovanja kod jezera Baringo, Kubi Fora i Olorgesajliea u Keniji, pokazuju neke od mogućih dokaza da je vatra možda korištena od njegovih prapočetaka. Na lokalitetu Česovanja arheolozi su našli crvenu glinu, što indicira da je možda bila pečena pre oko 1,42 miliona godina. Dogrejavanje tih krhotina pokazuje da su glineni uzorci morali biti zagrejani na 400 °. Na nalazištu Kubi Fora (oznaka: FxJjzoE i FxJj50), nađene su naznake kontrole vatre od strane pripadnika vrste Homo erectus pre 1,5 miliona godina, na osnovu crvenila sedimenata koji mogu nastati samo grejanjem na 200 ° - 400 °.
U Gadebu, Etiopija, nađeni su fragmenti ispečenog tufa, a spaljeni tufovi su pronađeni i na lokalitetu 8E, ali je do ponovnog spaljivanja stena možda došlo zbog lokalne vulkanske aktivnosti. Ovde su među alatima pripadnika vrste H. erectus – nađeni proizvodi Aleških artefakata. U bliskoj dolini reke Avaš, nađene su depresije crvenkaste gline konusnog oblika koje su mogle biti formirane na temperaturama od 200 °. Misli se da su spaljeni panjevi, kao način da se vatra održava daleko od mesta obitavanja. Uz spaljeno kamenje u dolini Avaš, takođe su nađeni tufovi koji su obloženi vulkanskim materijalom.
Nagađano je da na lokalitetu Bnot Jakov most, Izrael, postoje moguće naznake da su H. erectus ili Homo ergaster koristili vatru pre između 790.000 i 690.000 godina p.n.e. Do danas je ovo bila najšire prihvaćena tvrdnja, iako je nedavna ponovna analiza spaljenih kostiju i biljnog pepela iz pećine Vonderverk sugerirala traganje za dokazima koji potkrepljuju starost ljudske kontrole vatre pre milion godina.
U Sidžoudu u provinciji Šansi, Kina, postoje dokazi o ostacima vatre u vidu crnih, sivih, i sivkasto-zelenih promena boje na pronađenim fosilnim kostima sisara. U još jednom nalazištu u Kini, Juenmou, u Provinciji Junan pronađene su (1985) pocrnele kosti sisara datirane na 1,7 miliona godina p.n.e.
U Trinilu, Java, u spaljenim šumama nađeni su slojevi sa fosilima koji su nosili vrstu H. erectus, od pre oko 500.000 do 830.000 p.n.e, ali su mogle biti polugljenisane i usled prirodnih požara, jer je Centralna Java vulkanska regija.
Na osnovu poređenja vremena hranjenja između ljudskih i neljudskih primata (4,7% u odnosu na predviđenih 48% dnevnih aktivnosti), istraživači su zaključili da je to evolucijska posledica prerade hrane koja datira pre 1,9 miliona godina. To može podrazumevati kontrolu vatre još pre 1,9 miliona godina koju su prihvatili pripadnici roda Homo.

## Dokazi iz srednjeg paleolita

### Afrika
Najstariji definitivni dokazi ljudske kontrole vatre su nađeni i u Svartkransu, Južna Afrika. Nekoliko spaljenih kostiju je pronađeno između Ašelskog kamenog i koštanog alata, sa znacima hominidne obrade. Ovo nalazište takođe pokazuje neke od najranijih dokaza o mesožderstvu vrste u Homo erectus. Pećinska ognjišta u Južnoj Africi sadrži depozite ostataka vatre datirane na 200.000 do 700.000 pne, kao što su nađeni i na raznim drugim lokacijama, poput pećina na Montagu (58.000 do 200.000 p.n.e.) i na ušću reke Klasiz (120.000 do 130.000 pne).
Najjači dokaz dolazi iz predela vodopada Kalambo u Zambiji, gde je među nekoliko artefakata koji se odnose na ljudsko korištenje vatre, uključujući ugljenisane izreske, ugalj, crvene površine, nađena i ugljenisana trava i biljna stabla i drvena oruđa koja su eventualno kaljena vatrom. Radiokarbonskim datiranjem starost tog ležišta je procenjena na oko 61.000, a na 110.000 p.n.e. na osnovu aminokiselinskog grananja (grozdanja, racemizacije).
Vatra je korištena za zagrejavanje hrane i za rezanje kamenja da bi se poboljšala njegova obradivost pre nego što su glodani alati Stilbejske kulture. Ovo istraživanje identifikuje ne samo Stilbejsko nalazište koje je datirano na pre oko 72.000 pne, već i nalazišta koja mogu biti stara i oko 164.000 pne.

### Azija
U pećini Kesem, 12 km istočno od Tel Aviva, postoje dokazi regularne upotrebe vatre od pre oko 382.000 do 200.000 godina pne, koji potiču s kraja donjeg pleistocena. Velika količina spaljenih kostiju i umereno grejane grudvice zemlje ukazuju na klanje plena, uz uklanjanje mesa, što se odvijalo u blizini „kamina”, tj. vatrišta.
Neoborivi dokazi u Džoukoudjenu su potvrdili prisustvo vatre još oko 230.000 do 460.000 godina pne. Ta vatra je dokumentovana prisustvom spaljenih kostiju, spaljenih usitnjeno-kamenih artefakata, uglja, pepela i ognjišta uz fosile pripadnika vrste Homo erectus u sloju 10 na lokalitetu 1. Sve pronađene kosti na Lokalitetu 1 su bile uniformno crne i sive. Ekstrakti iz kostiju su odlučno ukazivali karakteristike spaljene kosti, a ne tragove manganskog bojenja. Među nagorelim životinjskim ostacima nađene su i ljudske kosti, što navodi na pretpostvku da su pripadnici vrste Homo erectus bili kanibali.
Ovi ostaci su pokazali IR spektar za okside, a tirkizna kost je u laboratoriji reprodukovana grejanjem drugih kostiju nađenih u Sloju 10. Na tom mestu, isti efekt je možda bio posledica prirodnog grejanja, a kao posledica je proizvedeno belo, žuto i crno obojenje kosti. Sloj 10 je sam po sebi opisan kao pepeo sa biološki proizvedenim silicijumom, aluminijumom, željezom, kalijumom, ali nedostaju ostaci drvenog pepela, kao što su silikatni agregati.
Među njima su moguća ognjišta sa fino laminiranim muljem i glinom sa međuslojevima crvenkasto-smeđih i žuto-smeđih fragmenata organske materije, lokalno mešane sa krečnjačkim fragmentima i tamno smeđe fino laminirani mulj, glina i organske materije. Sama ležišta ne pokazuju da su vatrišta napravljena u Džoukoudjenu, ali asociranost pocrnelih kostiju s kamenim artefaktima barem ukazuje da su ih gradili ljudi i to za kontrolu vatre u vreme naseljavanja pećine Džoukoudjen.

### Evropa
Na više lokacija u Evropi su takođe nađeni dokazi da su i pripadnici kasne verzije vrste Homo erectus upotrebljavali vatru kasnije. Njeni najstariji tragovi su otkriveni u Engleskoj u mestu Bičs Pit, Safok. Datiranje primenom uranijumske serije radioaktivnog raspadanje i termoluminescentnim datiranjem, procenjeno je da je na lokaciji TL upotreba vatre bila prisutna pre oko 415.000 godina. U mestu Seluš u Mađarskoj su pronađeni dokazi spaljenih kostiju, ali ne i uglja, koji datiraju iz perioda od pre 350.000 godina. U španskom nalazištima Toralba i Ambrona, zabeleženi su ostaci uglja i drva, te Ašelske kamene alatke koje potiču iz vremena 300.000 do 500.000 godina pne.
Na lokaciji Sent-Estev-Žanson u pećini Eskal u Francuskoj, postoje dokazi postojanja pet ognjišta i crvena zemlja. Ova ognjišta su datirana na pre oko 200.000 godina.

## Promene ponašanja
Kontrola vatre i pratećeg svetla uneli su važne višestruke promene u ponašanju. Svakodnevne aktivnosti više nisu bile ograničene samo na period dnevnog svetla. Osim toga, neki sisari i insekti izbegavaju vatru i dim, koji su bili usputna korist za sprečavanje nepoželjnih ujeda. Posebno poboljšanje je upotreba vatre donela u vidu poboljšanja ishrane i kuvanju proteina. Kuvanje biljnih namirnica je moglo da dovede do ekspanzije mozga, jer pospešuje svarljivost složenih ugljenih hidrata iz skroba i omogućava apsorpciju više energije po jedinici mase konzumirane hrane.
Probavni sistem čoveka je evoluirao ka prilagođavanju na kuvanu hranu, pa se smatra da se kuvanjem može objasniti povećanje veličina mozga kod hominida, jer je njihov probavni trakt kraći, imaju manje zuba i kraća im je vilica, a smanjenje se i polni dimorfizam, što se dogodilo pre oko 1,8 miliona godina. Neki antropolozi tvrde da svi dokazi ukazuju na to da su se upotreba vatre i kuvanje u ozbiljnom obimu javili tek pre samo 250.000 godina, kada se drevna ognjišta, zemljane peći, spaljene životinjske kosti i kremena oruđa pojavljuju širom Evrope i Bliskog istoka.
Dva miliona godina pre toga, jedini znaci vatre su nagorela zemlja oko ljudskih fosila, što mnogi antropolozi smatraju pre koincidencijom nego namerom za loženje vatre. Glavna struja tumačenja antropologa je da se povećavanje ljudskog mozga dogodilo i pre pojave kuvanja, zbog smanjenja potrošnje semenki i bobica, tj. prelaska na potrošnju mesne hrane.

## Literatura
- Joop Goudsblom|Goudsblom, Joop (1992): Fire and Civilization, Allen Lane.